# Heilige Geestkerk (Uden)
De Heilige Geestkerk was een parochiekerk in de tot de Noord-Brabantse gemeente Maashorst, gelegen aan de Klarinetstraat 2.
Het betrof een zogenaamde Sporthalkerk, ontworpen door A. van Merendonk. In 1967 werd hij in gebruik genomen. De kerk was een sober, doosvormig gebouw, uitgevoerd in baksteen. Hij fungeerde als noodkerk en op weekdagen werd hij als sporthal gebruikt.
Een definitieve kerk kwam er niet en in 1994 werd de kerk aan de eredienst onttrokken. Sloop volgde in 2014.